# Pycnidioarxiella indica
Pycnidioarxiella indica är en svampart som beskrevs av Punith. & N.D. Sharma 1980. Pycnidioarxiella indica ingår i släktet Pycnidioarxiella, divisionen sporsäcksvampar och riket svampar.   Inga underarter finns listade i Catalogue of Life.